# Jacques Body
 (janvier 2023).
 (janvier 2023).
Jacques Body est un professeur des universités français, né le 16 juin 1929 à Angers.
Ancien élève de l'École normale supérieure (promotion 1950), agrégé de lettres (1953), il a été professeur d’hypokhâgne au Lycée de Toulon (1956-1962), assistant à la Sorbonne (1962-1967) et chargé d’enseignement puis professeur de littérature comparée à l’Université de Tours (1967-1997) dont il a été le premier Président (1971-1973).
Il est éditeur et biographe de Jean Giraudoux initialement en 1986, et plus récemment en 2004,.

## Assistant à la Sorbonne
Chargé d’un cours d’agrégation, il crée, au sein de la Société française de Littérature comparée, la Commission de l’agrégation (1965) qui cinquante ans après continue d’élaborer les programmes et fédère les préparateurs.[réf. nécessaire]

## Président d'université
- par un rapide accroissement des effectifs et des surfaces, et des habilitations (deuxièmes et troisièmes cycles),
- par un soutien aux deux UER conformes à l’esprit de la nouvelle loi : le Centre d’études supérieures de la Renaissance (CESR), conforté dans son statut « à dominante Recherche » ; l’autre UER, Géographie, aménagement, informatique, inspirée par le professeur de biologie Vincent Labeyrie, pionnier de l’écologie politique.
- par la création de départements spécifiques : Aménagement, Musicologie (professeur Jean-Michel Vaccaro, issu lui-même du CESR).
- par un constant défi aux positions « moralisatrices »  du député-maire de Tours, Jean Royer, même devenu ministre du Commerce et candidat à la Présidence de la République: l’université baptisée « François Rabelais », l'accueil du Grand Magic Circus de Jérôme Savary, et surtout l'aménagement du grand amphi des Tanneurs en véritable Théâtre libre au cœur de la ville.

## Chercheur et professeur
Au sein de l’université de Tours, il a créé (1967) puis dirigé jusqu’à sa retraite (1990) le département de Littérature comparée.  
Il a surtout fondé et dirigé « Littérature et nation », une École Doctorale interuniversitaire et interdisciplinaire. Quand survint la création du DEA et du Doctorat de 3e cycle (1974), impliquant la formation d’écoles doctorales consistantes, Tours avait une longueur d’avance, avec un comparatiste professeur titulaire et ancien président d’université,— un autre atout sa position centrale entre Angers , Caen, Le Mans, Limoges, Nantes et Poitiers. 
Sous des appellations évolutives (Littératures nationales et comparées, Études internationales francophones de littératures et civilisations), Tours devint le centre d’une école doctorale fédérant lettres et langues. Pendant plus de vingt ans, étudiants de 3e cycle et directeurs de thèses convergèrent à la fin de chaque trimestre pour des « Séances de synthèse » d’une journée à Tours en décembre et en mars, et pour tout un week-end en mai au château d’Azay-le-Ferron.

## Spécialiste deJean Giraudoux
- Secrétaire fondateur de l’association des Amis de Jean Giraudoux (1971) dont il fut longtemps vice-président (1985-2010), devenue Académie Giraudoux en 2012,
- Président-fondateur de la Société internationale des études giralduciennes (1991).

Ces deux dernières associations ont fusionné en 2016, mais ces tribulations n’ont pas empêché les Cahiers Jean Giraudoux (annuels) de perdurer et de prospérer du no 1 publié chez Grasset (1972) au no 47 (2019), classiques Garnier depuis 2016. 

## Amis de la musique de chambre
Jacques Body persuada le conseil d’université d’acquérir, au lieu d’une automobile de fonction, un piano Steinway modèle C à l’exemple des sociétés de concert suisses ou allemandes, et fonda l’association des Amis de la musique de chambre (AMC) , avec la complicité de ses amis Didier Aubert et Nicole Cazalet, qui abandonnaient leur cachet pour inaugurer le « Théâtre de l’université » (intégrale des Œuvres de Beethoven pour violoncelle et piano, en deux concerts, 20 et 23 novembre 1973). Sous divers présidents, dont l’éditeur de disques Michel Bernstein, les AMC perdurèrent jusqu’en 1993, engendrèrent l’Atelier musical de Touraine (1975), devenu Atmusica (2016) sous la direction d’Anne Aubert. Le Steinway, après une récente révision, est toujours en fonction.

## Critique littéraire
Surtout depuis sa retraite il collabore à la revue Europe, pour le numéro spécial Jean Giraudoux (mai 1999) et pour le numéro Florence Delay (oct. 2012) et plus encore par des Notes de lecture.[réf. nécessaire]

## Militant
Figurant dans Le Maitron, Jacques BODY est également un citoyen engagé, militant syndicaliste au SNES puis au SNESUP et politique au PSU, puis à l'Alternative rouge et verte, puis à EELV. 

## Pianistes amateurs
Jacques Body et Lise Éthevenaux, son épouse depuis le 2 août 1951, pianistes amateurs, et grands amateurs du répertoire quatre-mains et deux-pianos, invités à Kobé (Japon) par le département de Français de l'université Konan, ils ont donné le 15 novembre 2006 un concert de musique française (Debussy, Satie, Ravel, Fauré, Chabrier) sur le grand Yamaha de concert du prestigieux "Hall" de l'université, en présence du Président et de nombreux étudiants. En privé, ils ont aussi accompagné nombre de chanteurs et chanteuses, violonistes, violoncellistes, clarinettiste et saxophoniste de décennie en décennie. Ils s’honorent d’avoir (modestement) joué les mécènes en accueillant dans leur maison, pour des pots d’après-concert, maints artistes, dont quelques-uns des plus grands, tels Gustav Leonhardt, Iouri Bachmet, Valery Gergiev, Noël Lee, Evgeny Kissin, et, chaque été pendant vingt ans, les stagiaires de l’Académie Francis Poulenc avec leurs professeurs emmenés par le baryton François Le Roux pour de mémorables dîners-musique.[réf. nécessaire]

## Distinctions
- 2023 :  Chevalier de l'ordre national du Mérite[7].

## Éditions et préfaces
- Victor Hugo, Quatrevingt-treize, introduction et notes de Jacques Body, Garnier, 1965.
- Jean Giraudoux, Lettres, présentées par Jacques Body, Klincksieck, 1975.
- Jean Giraudoux, Théâtre complet , Gallimard, bibliothèque de la Pléiade, sous la direction de Jacques Body , 1982.
- Jean Giraudoux, Œuvres romanesques complètes, Gallimard, bibliothèque de la Pléiade, sous la direction de Jacques Body. Tome I, 199O, LXXXII-2005 p., tome II, 1994, 1468 p.
- Jean Giraudoux, Électre, commentaires et notes de Jacques Body, Le livre de poche “Théâtre”, 1987.
- Jean Giraudoux, Siegfried et le Limousin suivi de Siegfried, préface et notes de Jacques Body, Le livre de poche, 1991.
- André Beucler, Les Instants de Giraudoux et autres souvenirs, préface de Jacques Body, Le Castor astral, 1995.
- Michel Potet, Jean Giraudoux, préface de Jacques Body, Ellipses, coll. Mentor, 1999.
- Jean Giraudoux, La guerre de Troie n’aura pas lieu, édition de Jacques Body, Gallimard, coll. Folio théâtre, 2015.

## Filmographie
- « Aux sources de l’aurore », émission de Michèle Persane-Nastorg, réalisée par Guy-André Lefranc (Assistant réalisateur de Marcel Carné pour  Le Quai des brumes, réalisateur de plusieurs films dont Knock, avec  Louis Jouvet, qui mourut en fin de tournage). Les auteurs de l'émission ont fait appel à Jacques BODY en tant que consultant spécialiste de l’œuvre de Giraudoux.